# غوس جيتز
غوس جيتز (بالإنجليزية: Gus Getz)‏ هو لاعب كرة قاعدة أمريكي، ولد في 3 أغسطس 1889 في بيتسبرغ في الولايات المتحدة، وتوفي في 28 مايو 1969 في ريد بانك في الولايات المتحدة.

## وصلات خارجية
- غوس جيتز على موقعبيزبول رفرنس.كوم (الدوري الرئيسي) (الإنجليزية)
- غوس جيتز على موقعبيزبول رفرنس.كوم (الدوري الثانوي) (الإنجليزية)